# 郝铭鉴
郝铭鉴（1944年—2020年4月2日），江苏建湖人，中华人民共和国语言学家、出版从业者，享受国务院特殊津贴，知名于创办《咬文嚼字》杂志。

## 简历
1966年，郝铭鉴毕业于上海师范学院中文系，1968年分配至上海人民出版社历史编辑室；1978年，调任上海文艺出版社，历任上海文艺出版社文艺理论编辑室编辑、副总编辑、副社长、上海文化出版社总编辑，并于1995年创办以传播汉字文化、纠正语言错误等为主旨的《咬文嚼字》杂志。2020年4月22日，郝铭鉴因病在上海市静安区中心医院逝世，享年76岁。

## 相关事件
2013年，郝铭鉴曾批评电视节目《中国汉字听写大会》，指该系列节目考查生僻字的做法已偏离普及汉字书写的初衷，最终等于考察参与者对字典背诵的记忆力。
2015年12月16日，郝铭鉴指人民币纸钞上的“壹佰圆”的“圆”字为错字，应为“元”，后引发网友争议。随后中国印钞造币总公司在其官方微信公众号“中国印钞造币”上发表文章，文章称，“圆”字是中国文字中的传统汉字，与“元”在货币上同用同意，可互为通用；而纸币上使用的“圆”字，也是历史文化的传承；1955年2月21日颁布的《中国人民银行通告》，明确中华人民共和国的货币单位，主币单位为圆（元），辅币单位为分、角两级十进制。